# Calliclava aegina
Calliclava aegina é uma espécie de gastrópode do gênero Calliclava, pertencente a família Drilliidae.